# Битва при Стоук-Філд
Битва при Стоук-Філд відбулася 16 червня 1487 року біля села Стоук, Ноттінгемшир. Армія Генріха VII Тюдора вщент розгромила бунтівних йоркістів під командою Джона де ла Поля, який прагнув посадити на престол самозванця Ламберта Сімнелла. Ця тригодинна битва стала останньою в тридцятилітньому протистоянні Йорків і Ланкастерів за англійську корону, відомому як Війні Білої та Червоної троянд.

## Передумова
Генріх VII з Англії займав престол для нової королівської лінії (дом Тюдорів) і намагався отримати визнання йоркістської фракції своїм шлюбом з їхньою спадкоємицею Єлизаветою Йоркською, але його утримання при владі не було цілком надійним.
Головним претендентом на династію Йорків був двоюрідний брат королеви Едуард, граф Уорік, син Джорджа, герцога Кларенса. Цього хлопчика тримали в лондонському Тауері.
Самозванець, який видавав себе за Едварда (або Едуарда, графа Ворвіка, або Едуарда V, як припускає Метью Льюїс), на ім'я Ламберт Сімнел, привернув увагу Джона де ла Поула, графа Лінкольна через священика на ім'я Річард Симондс. Хоча Лінкольн, очевидно, примирився з королем Тюдорів, сам претендував на трон; крім того, останній Плантагенет, Річард III, король Англії, призначив Лінкольна, свого племінника, королівським спадкоємцем. Хоча він, ймовірно, не сумнівався щодо справжньої особи Сімнела, Лінкольн побачив можливість для помсти та відшкодування.